# 郭富城舞林星傳世界巡迴演唱會
郭富城舞林星傳世界巡迴演唱會是香港男歌手郭富城的巡迴演唱會。

## 簡介
本演唱會主要中國大陸進行巡迴，在2024年2月16日、2月18日、2月23至2月24日本演唱會前往馬來西亞舉辦四場，並名為「舞林星傳世界巡迴演唱會2024 馬來西亞站安哥篇」。

## 巡演地點
| 日期           | 城市 | 國家/地區 | 場地                       | 場次 | 附註                   |
| -------------- | ---- | --------- | -------------------------- | ---- | ---------------------- |
| 亞洲           |      |           |                            |      |                        |
| 2023年11月11日 | 深圳 | 中国      | 寶安體育中心體育場         | 1    |                        |
| 2023年12月9日  | 杭州 | 中国      | 黃龍體育中心體育場         | 1    |                        |
| 2023年12月23日 | 湛江 | 中国      | 湛江奧林匹克體育中心體育場 | 1    |                        |
| 2023年12月30日 | 泉州 | 中国      | 泉州海峽體育中心體育場     | 1    |                        |
| 2024年1月6日   | 金華 | 中国      | 浙江省金華市體育中心體育場 | 0    | 因不可預防的情況而取消 |
| 2024年1月13日  | 廣州 | 中国      | 天河體育中心體育場         | 1    |                        |
| 2024年2月16日  | 雲頂 | 马来西亚  | 雲頂雲星劇場               | 4    |                        |
| 2024年2月18日  | 雲頂 | 马来西亚  | 雲頂雲星劇場               | 4    |                        |
| 2024年2月23日  | 雲頂 | 马来西亚  | 雲頂雲星劇場               | 4    |                        |
| 2024年2月24日  | 雲頂 | 马来西亚  | 雲頂雲星劇場               | 4    |                        |
| 2024年5月2日   | 沈阳 | 中国      | 沈阳奥林匹克体育中心体育场 | 1    |                        |
| 2024年5月12日  | 海口 | 中国      | 五源河体育场               | 1    |                        |
| 2024年5月20日  | 南通 | 中国      | 南通會展中心體育場         | 0    | 取消                   |
| 2024年5月25日  | 合肥 | 中国      | 合肥体育中心体育場         | 0    | 取消                   |

## 表演曲目

### 中國站
| Part 1 - 星傳新章 - 狂野之城 - 唱這歌 - 我是不是該安靜的走開 - 永遠愛不完 Part 2 - 浪漫之城 - Para Para Sakura (國) - I Love You So 太愛妳 - 有效日期 - 強 - 絕對美麗 Part 3 - 黃金迷牆 - 鐵幕誘惑 - 當我知道你們相愛 - 飛 - 到底有誰能夠告訴我 - 唯一色彩 | Part 4 - 尋寶星之旅 - 失憶(諒解)備忘錄 - 別說 - 對你愛不完 - 等我回來 - 愛的呼喚 Part 5 - 著迷時刻 - 動起來 - 著迷 |

### 馬來西亞站
| Part 1 - 星傳新章 - 狂野之城 - 唱這歌 - 風裡密碼 - 妳是我的一切 Part 2 - 浪漫之城 - Para Para Sakura (國) - I Love You So 太愛妳 - 有效日期 - 強 - 絕對美麗 Part 3 - 黃金迷牆 - 鐵幕誘惑 - 當我知道你們相愛 - 飛 - 唯一色彩 | Part 4 - 尋寶星之旅 - 失憶(諒解)備忘錄 - 別說 - 對你愛不完 - 等我回來 - 愛的呼喚 Part 5 - 著迷時刻 - 動起來 - 著迷 |